# Henri I. de Savoie-Nemours
Henri Nemours, francoski general in skladatelj, * 1572, † 1632.
1. 1 2  https://gallica.bnf.fr/ark:/12148/bpt6k9798342v/f78.item.r
2. ↑  SNAC — 2010.
3. ↑  Encyclopædia Britannica